# Anton Harapi
Anton Harapi vagy Ndue Harapi (nevének ejtése antɔn haɾapi; Shiroka, 1888. január 5. – Kodra e Priftit, Tirana mellett, 1946. február 15.) albán ferences szerzetes, politikus, publicista, író. Az 1920-as évek első felében Amet Zogu ellenzékének sorait erősítette, majd hazája német megszállása idején a négytagú régenstanács római katolikus tagja volt (1943–1944). A kommunista hatalomátvételt követően hazaárulás vádjával kivégezték.

## Életútja
A Shkodrai-tó partján fekvő Shiroka szülötte volt. Tanulmányait külföldön, tiroli ferences intézetekben kezdte meg (Merano, Hall in Tirol), majd hazatért albán földre, és a shkodrai jezsuiták xaveriánus kollégiumában, illetve a ferences Collegium Illyricumban fejezte be. Utóbbi iskolában Gjergj Fishta tanítványa volt. 1910. június 29-én szentelték pappá.
1912 októberétől 1914-ig, az első világháború kitöréséig Arra e Madhe plébánosaként tevékenykedett. Az 1916-ban Dukagjin vidékén dúló kolerajárvány idején a betegeket segítette. 1917-ben a shkodrai Zani i Shna Ndout (’Szent Antal hangja’) ferences folyóirat kiadója és szerkesztője volt. 1918-ban Gruda plébánosává nevezték ki, ebben az időben vett részt a párizsi békekonferenciához intézett albán petíció megfogalmazásában.
1921-től 1924-ig az albán nemzetgyűlés képviselője volt, Luigj Gurakuqival, Gjergj Fishtával és Lazër Shantojával együtt Amet Zogu ellenzékéhez tartozott. 1923 áprilisában Shkodrában Ernest Koliqival megalapította és szerkesztette az Ora e Maleve (’A Hegyek Szelleme’) című ellenzéki folyóiratot, amelynek mások mellett Lazër Shantoja, Ndre Mjeda, Vinçenc Prennushi és Bernardin Palaj is munkatársa volt. Miután a júniusi forradalom leverését követően, 1924 végén Zogu megszilárdította hatalmát, Harapit letartóztatták és rövid időre börtönbe került. 1924-től 1931-ig a shkodrai ferences kollégiumban tanított, kevéssel később, 1933-ban pedig rövid ideig igazgatója is volt a tanintézetnek. 1936-tól 1939-ig, majd 1942-ben a nagy múltú Hylli i Dritës (’Hajnalcsillag’) című kulturális folyóiratot szerkesztette.
Albánia olasz megszállását követően, 1939 áprilisában az ország új urai alkotmányozó nemzetgyűlést hívtak össze, amelynek shkodrai delegációját Anton Harapi vezette. Az 1940 áprilisában Tiranában megalapított Albanológiai Intézet (Instituti i Studimeve Shqiptare) tagjává választották. 1943. október 20-án, Albánia német megszállása idején előzetes megkérdezése nélkül, Xhafer Deva belügyminiszter javaslatára a négytagú régenstanács római katolikus tagjává választották. Bár három másik társával tiltakozni próbált a kinevezés ellen, a nemzetgyűlés ezt figyelmen kívül hagyva elfogadta jelölésüket. Pozícióját a pápa hozzájárulása után, 1944. január 13-án foglalta el. Harapi 1944 júniusában lelkiismereti okokból beadta lemondását, amelyet a nemzetgyűlés június 26-ai ülésnapján vitatott meg, és végül nem fogadott el. Ennek ellenére Harapi még a hónap végén Hermann Neubacher náci különleges megbízott repülőgépén elhagyta az országot. Néhány napos belgrádi tartózkodást követően Bécsbe, majd Tirolba ment, de néhány hét elteltével hazatért.
Az Albán Kommunista Párt már 1943. november 3-án kelt, shpati körlevél néven ismert dokumentumában elítélte, árulóknak és Gestapo-ügynököknek nevezte a régenstanács négy tagját, köztük Harapit. Az 1944. novemberi kommunista hatalomátvételt követően, 1945. június 11-én letartóztatták. A per, amelyben a régenstanács másik tagjával, Lef Nosival és az 1943-ban rövid ideig a miniszterelnöki pozíciót betöltő Maliq Bushatival együtt vonták háborús bűnök vádja alá, 1946 februárjában vette kezdetét egy tiranai moziépületben. Nyolc ülésnap után megszületett a halálos ítélet, és 1946. február 15-én a Tirana melletti Pap-dombon (Kodra e Priftit) mindhármukat kivégezték, majd jeltelen sírban elhantolták.

## Írói munkássága
Prózaíróként filozofikus és misztikus hangvétel hatotta át műveit. Írói munkásságának legismertebb darabja a Hylli i Dritës lapjain 1939-től 1942-ig folytatásokban közölt, Valë mbi Valë (’Hullám hullám hátán’) című kisregénye, valamint a halála után, 1959-ben Rómában kiadott Andrra e Prêtashit (’Prêtashi álma’) című regénye. Irodalmi életművét Aurel Plasari dolgozta fel.